# Steinbach (Manitoba)
Steinbach ist eine rasch wachsende Kleinstadt im Süden der kanadischen Prärieprovinz Manitoba. Nach Winnipeg und Brandon steht Steinbach mit 15.829 Einwohnern an dritter Stelle in der Provinz. Als Vorbild für das aktuelle Wachstum gilt Winkler (Manitoba), eine Stadt 100 km südwestlich mit ähnlicher Geschichte.
Der Ort wurde 1874 von deutschsprachigen Mennoniten aus der Ukraine bzw. dem damaligen Russland gegründet (Russlandmennoniten). Aufgrund ihrer pazifistischen Einstellung waren die Mennoniten in Südrussland (der heutigen Ukraine) durch den russischen Zaren zunehmend unter Druck geraten. Unter anderem verweigerten sie, wie schon zuvor in Preußen, den Kriegsdienst, und bestanden auf einer Erziehung der Kinder in mennonitischen Privatschulen. Ein kanadischer Verleger mennonitischer Literatur lud daraufhin die traditionell orientierte mennonitische Gemeindebewegung „Kleine Gemeinde“ (heute: Evangelical Mennonite Conference) zur Auswanderung ins schwach besiedelte Süd-Manitoba ein. Der Ortsname bezieht sich auf einen gleichnamigen Ort in der Kolonie Borosenko.
Noch heute leben mehr als 2500 Deutsche bzw. Deutschstämmige in der Stadt; etwa die Hälfte der Bevölkerung hat deutsche Vorfahren, trägt deutsche Namen und spricht Deutsch. Der aktuelle Bürgermeister heißt Earl Funk. Steinbach ist vorwiegend landwirtschaftlich ausgerichtet und wuchs in der ersten Dekade des 21. Jahrhunderts aufgrund einer offenen Einwandererpolitik um 60 %. Dies schlägt sich auch in einer Vielfalt der hier vertretenen, insbesondere der christlichen Glaubensrichtungen nieder. Neben den Mennoniten gibt es Gemeinden der Pfingstler, Lutheraner, Baptisten und anderer. 45 Kirchen befinden sich in Steinbach. Das Freilichtmuseum Mennonite Heritage Village dokumentiert die Geschichte der mennonitischen Einwanderung nach Kanada.

## Söhne und Töchter der Stadt
- Dale Krentz (* 1961), kanadischer Eishockeyspieler
- Danny Plett (* 1963), kanadischer Musiker und Sänger
- Miriam Toews (* 1964), kanadische Schriftstellerin und freie Journalistin
- Allison Hossack (* 1965), kanadische Schauspielerin
- Scott Bairstow (* 1970), kanadischer Schauspieler
- Paul Dyck (* 1971), kanadischer Eishockeyspieler
- Sean Tallaire (1973–2024), kanadischer Eishockeyspieler
- Ian White (* 1984), kanadischer Eishockeyverteidiger
- Arnold Dyck (1889–1970), kanadischer Schriftsteller